# 과거로부터
《과거로부터》(Out Of The Past)는 미국에서 제작된 자크 투르뇌 감독의 1947년 느와르, 스릴러, 드라마 영화이다. 로버트 미첨 등이 주연으로 출연하였고, 워렌 더프 등이 제작에 참여하였다.

## 출연

### 주연
- 로버트 미첨
- 제인 그리어
- 커크 더글라스
- 론다 플레밍

### 조연
- 리처드 웹
- 스티브 브로디
- 버지니아 휴스턴
- 폴 발렌틴
- 디키 무어
- 켄 나일즈

## 기타
- 원작자: 다니엘 메인워링
- 미술: 알버트 S. 다고스티노
- 미술: 잭 오케이
- 의상: 에드워드 스티븐슨